# Тенгбоче
Эта статья — о населённом пункте. О расположенном в нём буддийском монастыре см. Тенгбоче (монастырь).
Тенгбоче (или Тьянгпоче) (Tengboche) — деревня в районе Кхумбу на северо-востоке Непала на основной трассе восхождения на Эверест. Расположена на высоте 3867 м. С Тенгбоче открывается панорамный вид на Гималайские горы, в том числе известные пики Таваче, Эверест, Нупцзе, Лхоцзе, Ама Даблам и Тхамсерку.

## Достопримечательности
В деревне находится значимый буддийский монастырь, который основан Гуру Ринпоче. Монастырь был построен в 1923 году, затем разрушен землетрясением и вновь отстроен в 1934 году. Пожар вновь уничтожил постройки монастыря в 1989 году, восстановление проведено с помощью добровольцев и благодаря иностранной помощи.

## Праздники
Мани Римду, полнолуние 9-го тибетского месяца, является самым важным событием года для области Кхумбу. В это время в монастыре проводятся трехдневные торжества, которым предшествовали десять дней непрерывной молитвы божеству-покровителю, у которого ниспрашивается благословение для всего человечества. Церемония начинается днём со звучания рожков, после которого настоятель монастыря в сопровождении остальных монахов, поёт молитвы. Оркестр, состоящий из тарелок, рожков, флейт возвещает о начале празднеств второго дня. Монахи в красочных одеждах и огромных масках выполняют танцы, символизирующие разрушение зла. В последний день праздника фигурки, сделанные из теста, бросаются в священный огонь. Это символизирует гибель сил зла и начало счастливого нового года

## Фотогалерея

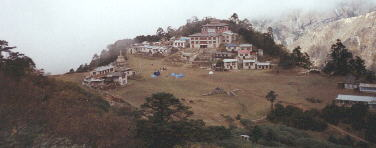
Вид на Тенгбоче
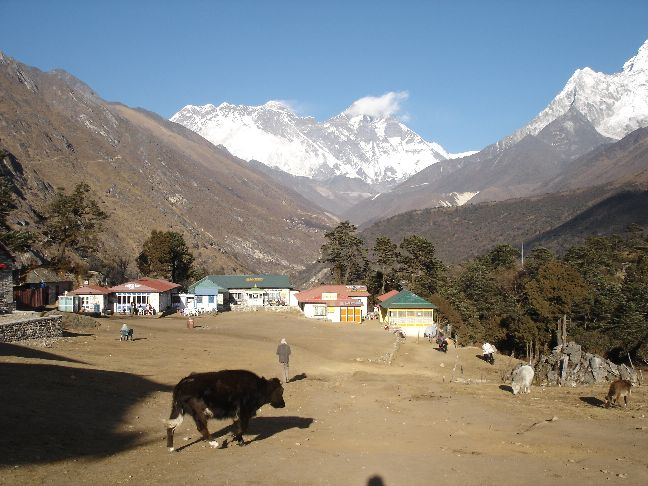
Вид на высочайшие вершины Эверест и Лхоцзе с Тенгбоче
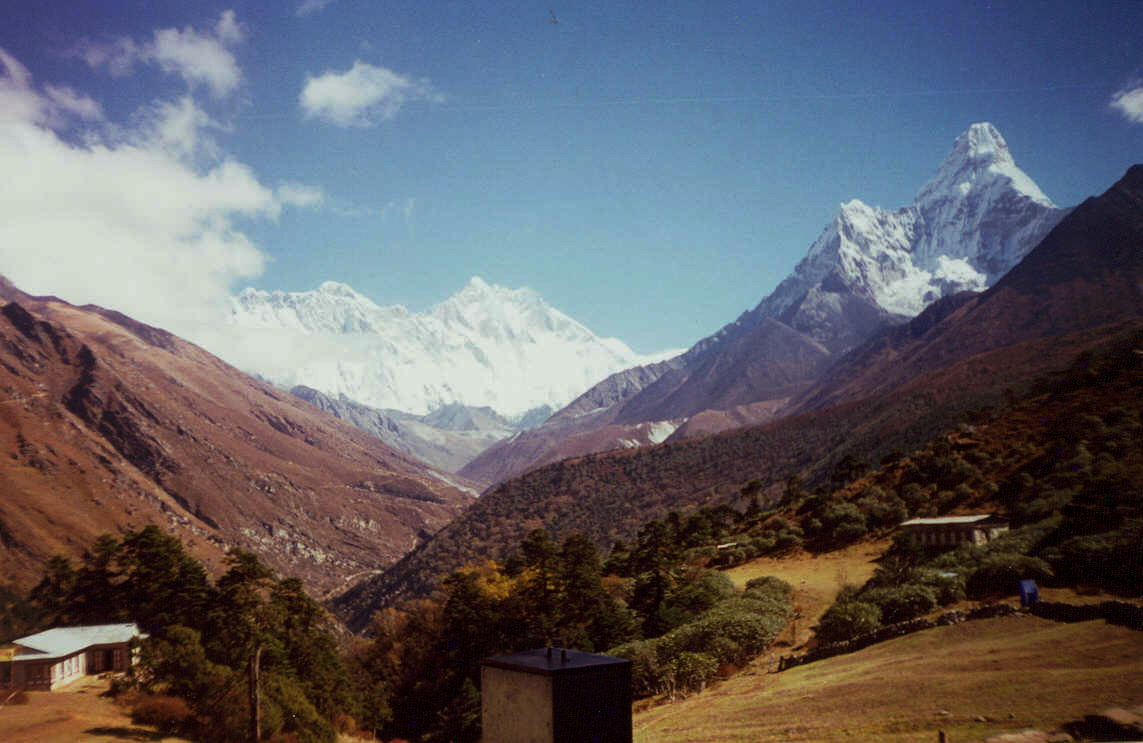
Лхоцзе, Эверест и Ама-Даблам — вид со стороны Тенгбоче
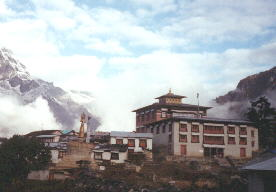
Монастырь Тенгбоче
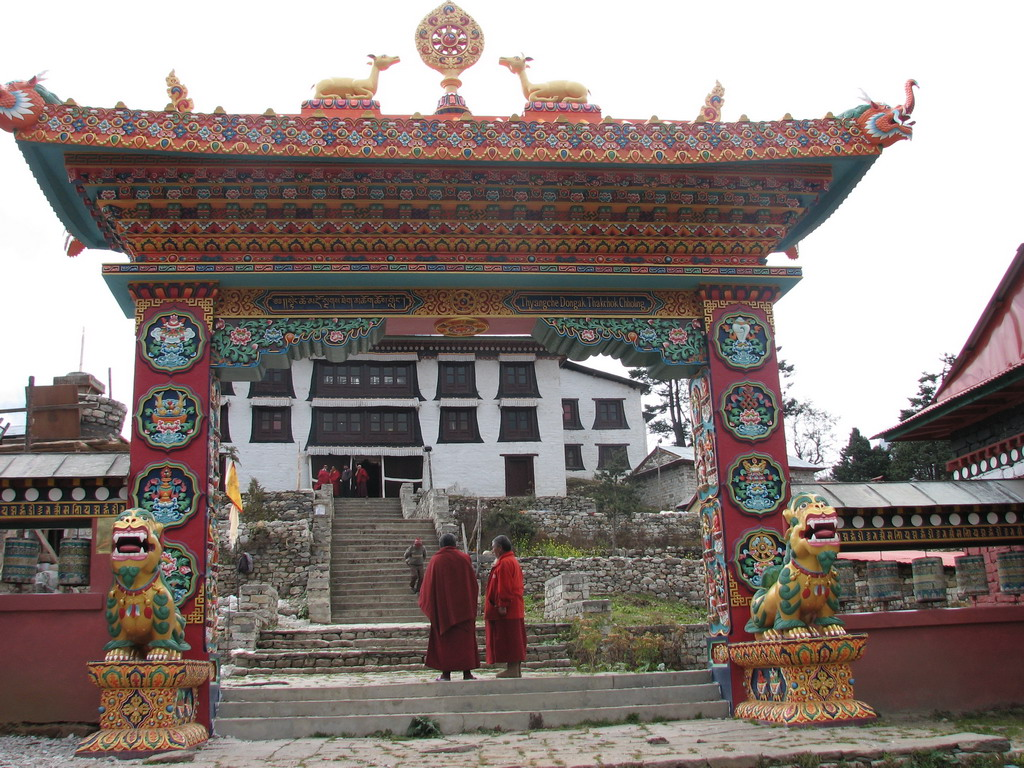
Новые ворота перед монастырем
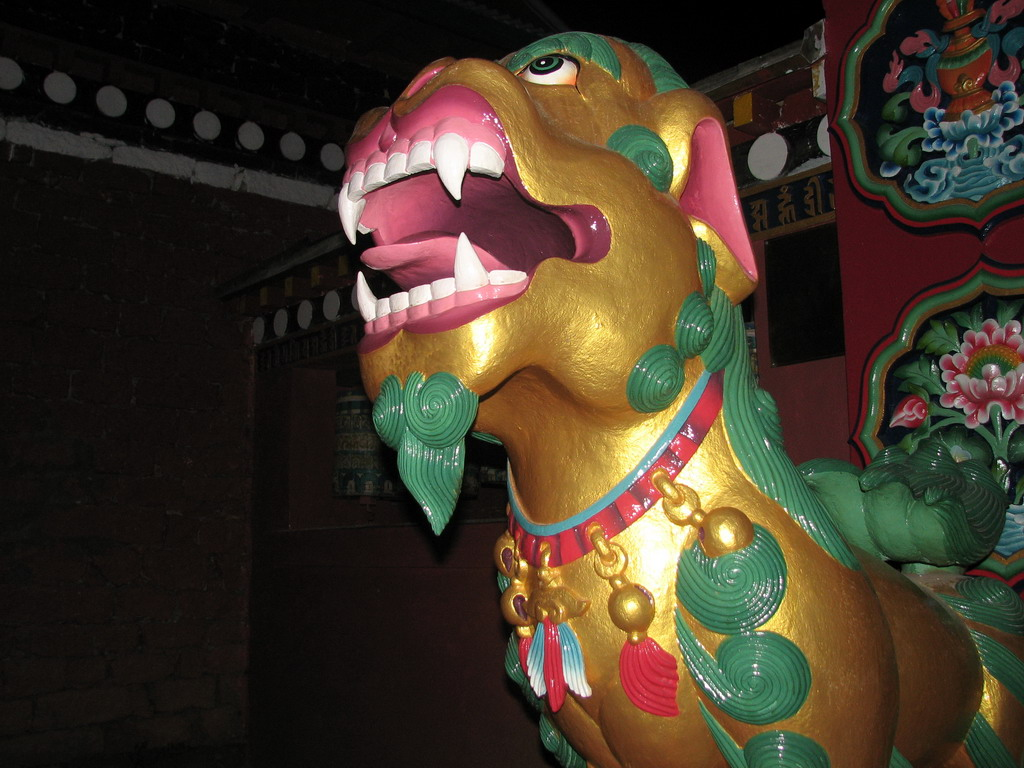
Дракон на воротах